# Geraldo Azevedo
Geraldo Azevedo (nombre completo Geraldo Zevedo de Amorim) (Petrolina, 11 de enero de 1945) es un cantautor y guitarrista brasileño.

## Biografía
Nacido en Petrolina (Pernambuco) en 1945), comencó a aprender a tocar la guitarra de manera autodidacta y a los 12 años había ganado un cierto vuelo. A los 18 años se muda a Recife para completar los estudios, donde conoció algunos artistas del grupo Construção importantes para su perfeccionamento artístico (Teca Calazans, Naná Vasconcelos, Marcelo Melo y Toinho Alves).
En 1967 se va a Río de Janeiro, donde hizo pareja con la cantante Eliana Pittman y fundó el grupo Quarteto Livre. En 1968, Eliana Pittman canta Aquela rosa, escrita por Azevedo.
Al inicio de los años setenta, hizo pareja artística con Alceu Valença y graba 78 rotações y Planetário.

## Discografía
- 1972 - Alceu Valença y Geraldo Azevedo - Quadrafônico - Copacabana LP/CD
- 1977 - Geraldo Azevedo - Som Livre LP/CD
- 1979 - Bicho-de-sete-cabeças - Epic/CBS LP/CD
- 1981 - Inclinaçõsalen musicais - Ariola LP/CD
- 1982 - For all para todos - Ariola LP/CD
- 1983 - Tempo tempero - Barclay/Ariola LP/CD
- 1984 - Cantoria LOS - Kuarup LP/CD
- 1985 - A luz do sólo - Barclay/Polygram LP/CD
- 1986 - De outra maneira - Echo/RCA LP/CD
- 1988 - Cantoria II - Kuarup LP/CD
- 1988 - Eterno presente - RCA LP
- 1989 - Bossa tropical - RCA LP/CD
- 1991 - Berekekê - Geração LP/CD
- 1994 - Ao vivo comigo - Geração/BMG Ariola LP/CD (disco de ouro)
- 1996 - Futuramérica - BMG LP/CD
- 1996 - O grande encontro 1 - BMG CD (triplo disco de platino)
- 1997 - O grande encontro 2 - BMG CD (disco de oro)
- 1998 - Raízes y frutos - BMG CD
- 2000 - O grande encontro 3 - BMG CD
- 2000 - Hoje amanhã (2000) BMG CD
- 2007 - O Brasil existe em mim - Sony & BMG CD
- 2009 - Uma Geral do Azevedo - Geração CDs vol. 1 y 2 y DVD
- 2011 - Buenas São Francisco - Biscoito Hasta/ Geração/ Bacana/ Tierra Brasilis CD y DVD
- 2011 - Assunção de Maria y Geraldo Azevedo - Biscoito Hasta/ Geração/ Nossa Música CD